# 주앙 감보아
주앙 감보아(포르투갈어: João Pedro da Costa Gamboa, 1996년 8월 31일 ~ )는 포르투갈의 축구 선수로, 현재 K리그1의 전북 현대 모터스에서 미드필더로 활동하고 있다.